# Liolaemus inacayali
Espèce
Statut de conservation UICN

 LC  : Préoccupation mineure
Liolaemus inacayali est une espèce de sauriens de la famille des Liolaemidae.

## Répartition
Cette espèce est endémique de la province de Río Negro en Argentine,. On la trouve entre 800 et 1 100 m d'altitude. Elle vit dans les steppes avec des buissons, de préférence sur un sol sableux.

## Publication originale
- Abdala, 2003 : Cuatro nuevas especies del género Liolaemus (Iguania: Liolaemidae), pertenecientes al grupo boulengeri, de la Patagonia Argentina. Cuadernos de Herpetología, vol. 17, p. 3-32.